# Sepiella japonica
Sepiella japonica är en bläckfiskart som beskrevs av Sasaki 1929. Sepiella japonica ingår i släktet Sepiella och familjen Sepiidae. IUCN kategoriserar arten globalt som otillräckligt studerad. Inga underarter finns listade i Catalogue of Life.